# Anna Belknap
Anna Belknap (22 de mayo de 1972) es una actriz estadounidense, principalmente conocida por su papel como Lindsay Monroe en la serie de televisión de la CBS, CSI: Nueva York.

## Biografía

### Inicios
Nació en Damariscotta (Maine). Fue al instituto de secundaria Lincoln Academy  y, posteriormente, realizó sus estudios en el Middlebury College donde obtuvo un Máster en Bellas Artes en el Conservatorio de Teatro Americano.

### Carrera
Antes de saltar a la fama gracias a CSI: Nueva York, intervino también en otras series como Ley y Orden y Medical Investigation.  Se unió al reparto de CSI: Nueva York durante la segunda temporada de la serie, en el episodio "Zoo York" como la Detective Lindsay Monroe, originaria de Bozeman (Montana). 
También cosechó una notable reputación como actriz de teatro y actualmente es miembro de la Rude Mechanicals Theater Company. 

### Vida personal
Está casada con Eric Siegel, también miembro de la Rude Mechanicals. Han tenido su primera hija el 14 de enero de 2009.

## Filmografía

### Televisión
| Año         | Título                       | Papel             | Notas           |
| ----------- | ---------------------------- | ----------------- | --------------- |
| 1999        | Ley y Orden                  | Jessica Buehl     | Un episodio     |
| 2001        | Ley y Orden: UVE             | Sarah Kimmel      | Un episodio     |
| 2003        | The Handler                  | Lily              | Papel principal |
| 2004 - 2005 | Medical Investigation        | Eva Rossi         | Papel principal |
| 2005        | Sin Rastro (Without a Trace) | Paige Hobson      | Dos episodios   |
| 2005 - 2013 | CSI: Nueva York              | Lindsay Messer    | Papel principal |
| 2015        | Hawaii Five-0                | Amy Lange         | Un episodio     |
| 2015        | Cómo defender a un asesino   |                   | Un episodio     |
| 2017        | The Good Doctor              | Cora              | Un episodio     |
| 2020        | Chicago Med                  | Dr. Linda Strauss | Un episodio     |

### Cine
| Año  | Título      | Papel | Notas                |
| ---- | ----------- | ----- | -------------------- |
| 2015 | No Way Jose | Kate  | Personaje secundario |